# Никола Цветковски
Никола Дочев Цветковски е български юрист, народен обвинител в процесите на Четвърти състав на т.нар. Народен съд (1944 – 1945), председател на Върховния съд на Народна република България (1953 – 1962).

## Биография
Роден е на 27 юли 1905 г. в троянското село Терзийско. От 1928 г. е член на БКП. Завършва право в Софийския университет. Работи като адвокат, защитник на подсъдими по дела по Закона за защита на държавата. От 1941 до 1944 г. е политзатворник. На 11 септември 1944 г. е назначен за политически представител в първи корпус, а след това е инструктор към щаба на втора армия. През януари 1945 г. започва работа в Политическия отдел на Министерството на войната.
Народен обвинител е в процесите на Четвърти върховен състав на Народния съд. Прокурор на Въоръжените сили, заместник главен прокурор на НРБ, инициатор за създаването на годишните сборници със съдебна практика на Върховния съд, главен редактор на сп. „Социалистическо право“. Между 17 декември 1947 и 1949 г. е началник на военно-съдебната служба. От 1949 г. е главен прокурор на войската. През септември 1950 г. е повишен в звание генерал-майор. Председател на Върховния съд на Народна република България от 1953 до 1962 г. Умира на 1 юли 1976 г. в София. Награждаван е с орден „За военни заслуги“ V ст. в.л.